# Хадльгримюр Йоунассон
Хадльгримюр Йоунассон (исл. Hallgrímur Jónasson; род. 4 мая 1986, Хусавик, Нордюрланд-Эйстра) — исландский футболист, защитник и главный тренер клуба «Акюрейри». Выступал за сборную Исландии.

## Клубная карьера
Хадльгримюр — воспитанник клуба «Вёльсунгур». С ними он успел сыграть только один сезон во 2-м дивизионе (2002), когда ему было 16 лет. Затем он переехал в футбольный клуб «Тоур». В «Кеблавике» Хадльгримюр сделал себе карьеру играя в качестве левого защитника, центрального защитника, центрального полузащитника и правого вингера.

## Международная карьера
Во взрослой сборной Исландии дебютировал 16 марта 2008 года в товарищеском матче против сборной Фарерских островов. Сыграл 10 игр за молодёжную сборную Исландии до 21 года и был капитаном команды.